# Kindred (Dakota del Norte)
Kindred es una ciudad ubicada en el condado de Cass en el estado estadounidense de Dakota del Norte. En el censo de 2010 tenía una población de 692 habitantes y una densidad poblacional de 184,52 personas por km².

## Geografía
Kindred se encuentra ubicada en las coordenadas 46°38′58″N 97°1′1″O / 46.64944, -97.01694. Según la Oficina del Censo de los Estados Unidos, Kindred tiene una superficie total de 3.75 km², de la cual 3.75 km² corresponden a tierra firme y (0%) 0 km² es agua.

## Demografía
Según el censo de 2010, había 692 personas residiendo en Kindred. La densidad de población era de 184,52 hab./km². De los 692 habitantes, Kindred estaba compuesto por el 95.95% blancos, el 0.14% eran afroamericanos, el 0.72% eran amerindios, el 0% eran asiáticos, el 0% eran isleños del Pacífico, el 1.16% eran de otras razas y el 2.02% pertenecían a dos o más razas. Del total de la población el 1.45% eran hispanos o latinos de cualquier raza.